# Apethymus

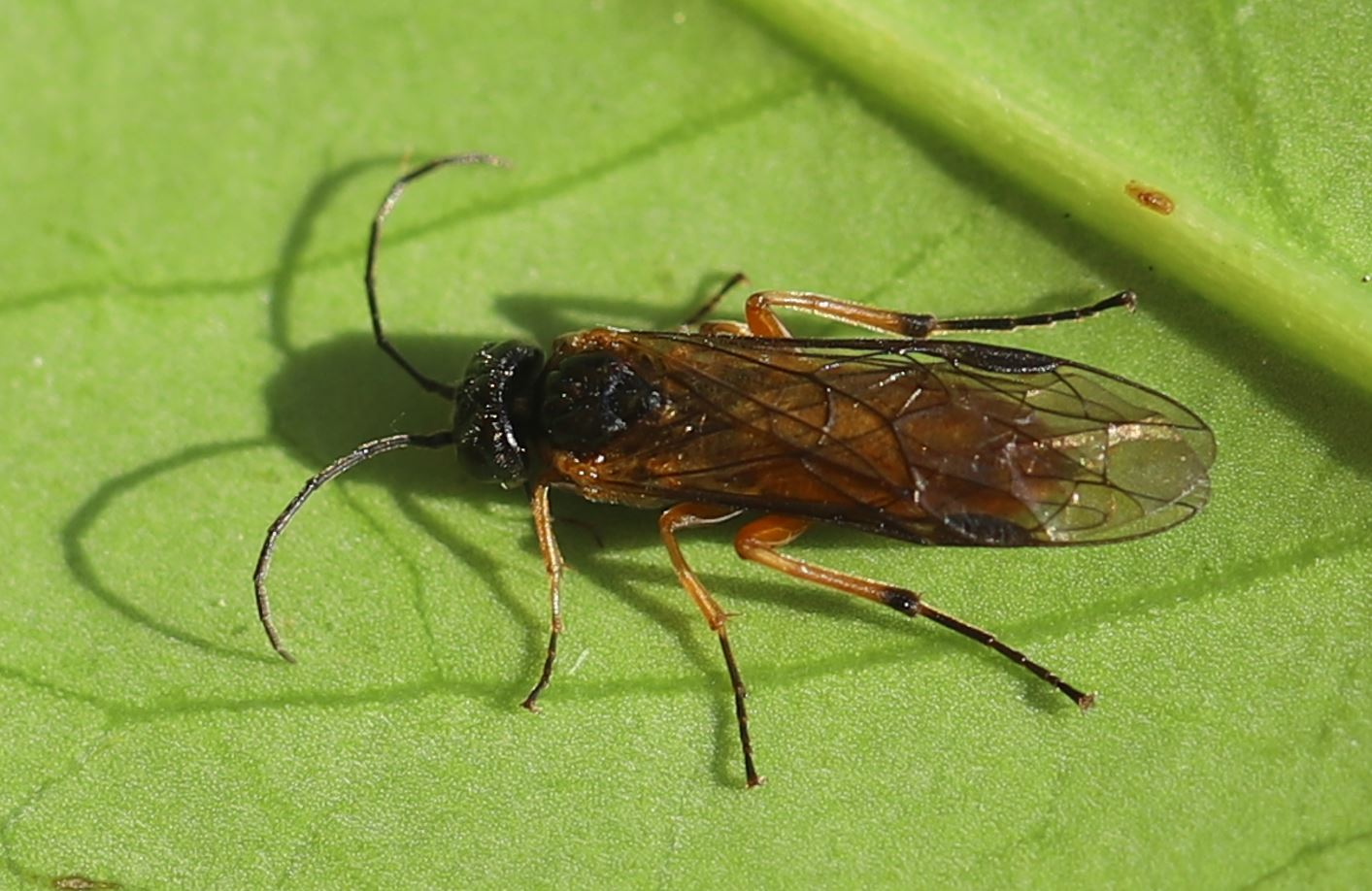
Apethymus cereus ♀

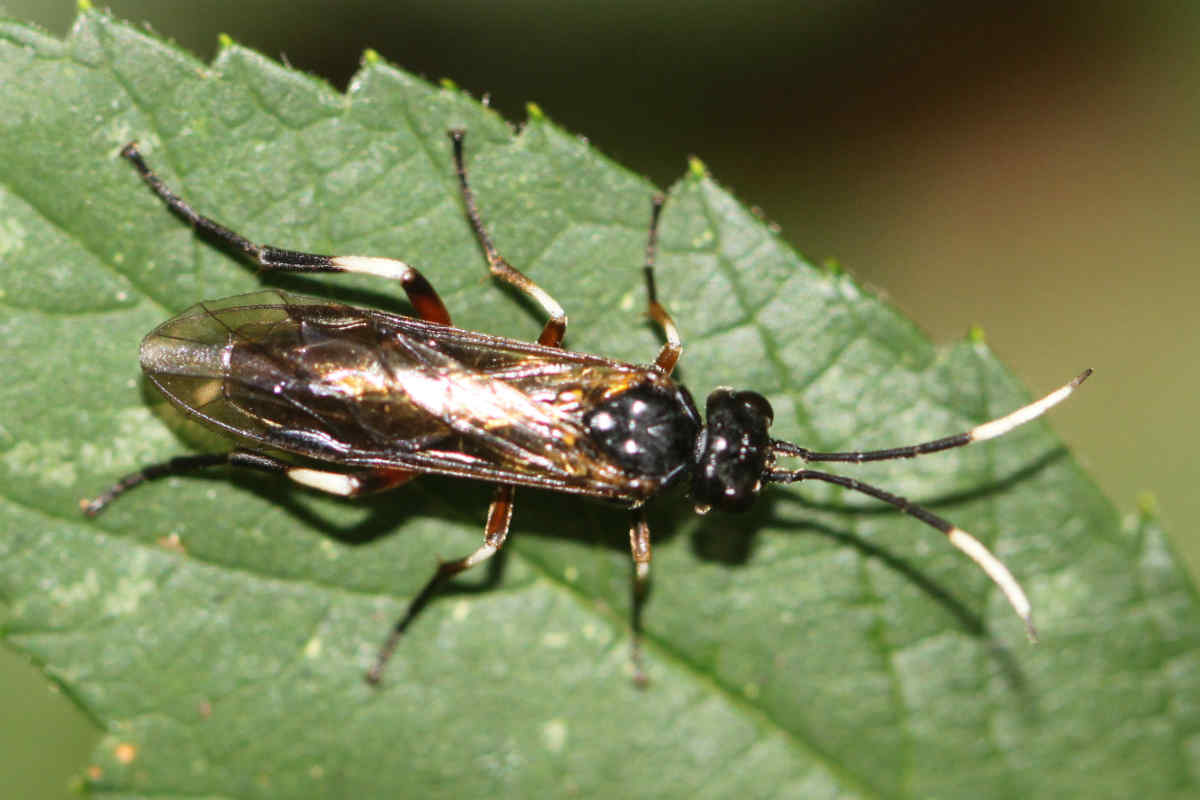
Apethymus serotinus ♀

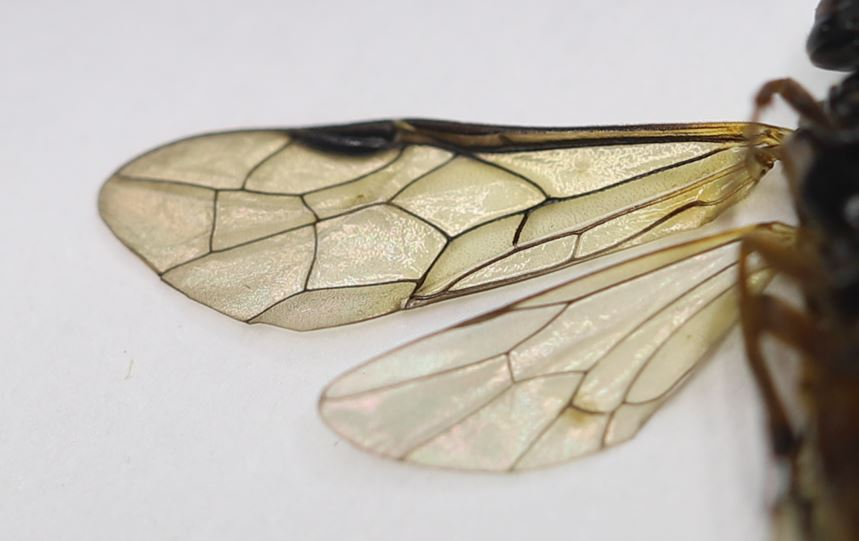
Flügel von Apethymus cereus

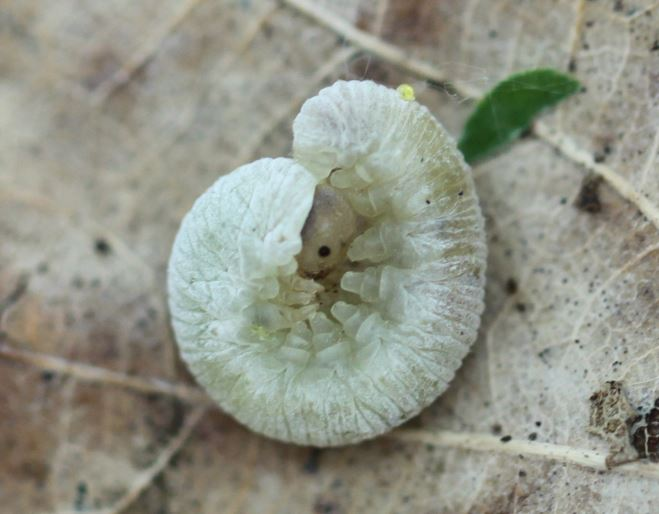
Larve, vermutlich von Apethymus filiformis

Apethymus ist eine Gattung aus der Familie der Echten Blattwespen (Tenthredinidae). Sie wurde von dem britischen Entomologen Robert Bernard Benson im Jahr 1939 eingeführt. Die Typusart Dolerus abdominalis Lepeletier, 1823 wurde später mit Apethymus filiformis (Klug, 1818) synonymisiert. Die Gattung ist in der Paläarktis und in der Orientalis verbreitet und umfasst mindestens 24 Arten. Mindestens 17 dieser Arten kommen in der östlichen Paläarktis (Ostasien) vor. In Europa ist die Gattung mit 7 Arten vertreten.

## Merkmale
Die adulten Pflanzenwespen der Gattung Apethymus ähneln morphologisch stark denen der verwandten Gattung Allantus, weisen jedoch relativ lange und schlanke Fühler auf, die etwa so lang sind wie die Costa zwischen Vorderflügelbasis und Pterostigma. Das 3. und 4. Fühlerglied sind etwa gleich lang. Der Vorderrand des Clypeus ist tief bogenförmig ausgeschnitten. In der Flügeladerung der Vorderflügel fehlt die erste Cubital-Querader (1 r–m). Die Hinterflügel sind ohne geschlossene Mittelzelle und Randvene. Die Analzelle der Hinterflügel ist meist nur kurz, aber immer deutlich gestielt. Der Hinterleib der Pflanzenwespen ist schwarz oder gelb und teilweise geschwärzt. Er ist gewöhnlich länger als Kopf und Thorax zusammen. Der innere Sporn an den Vordertibien ist an der Spitze gegabelt.

## Lebensweise
Im Gegensatz zu den meisten anderen heimischen Pflanzenwespen, überwintern die Apethymus-Arten im Eistadium. Entsprechend weicht ihr Lebenszyklus von dem der meisten anderen Pflanzenwespen ab. Die adulten Pflanzenwespen beobachtet man im Spätsommer und im Herbst. Fast alle europäischen Apethymus-Arten nutzen als Wirtspflanze Eichen (Quercus). Die Eiablage findet gewöhnlich unter der Rinde von Zweigen statt. Die Larven schlüpfen im Frühjahr, sobald die Knospen aufgehen und fressen an den jungen Blättern der Wirtspflanzen.

## Arten
Im Folgenden eine Liste von Arten der Gattung Apethymus und deren Verbreitungsgebiet:
- Apethymus apicalis (Klug, 1818) – Europa
- Apethymus cereus (Klug, 1818) – Mitteleuropa
- Apethymus cerris (Kollar, 1850) – Österreich, Ungarn
- Apethymus filiformis (Klug, 1818) – Europa, Sibirien, Mongolei
- Apethymus hakusanensis Togashi, 1976 – Japan
- Apethymus hisamatsui Togashi, 1978 – Japan
- Apethymus ichitai Togashi, 1994 – Japan
- Apethymus kaiensis Togashi & Shinohara, 1975 – Japan
- Apethymus kohhoffi (Malaise, 1947) – China
- Apethymus kolthoffi (Forsius, 1927) – Südkorea
- Apethymus kunugi Togashi, 2005 – Japan, Südkorea
- Apethymus kuri Takeuchi, 1952 – Japan
- Apethymus parallelus (Eversmann, 1847) – europ. Teil Russlands
- Apethymus quercivorus Togashi, 1980 – Japan
- Apethymus serotinus (O. F. Muller, 1776) – Europa
- Apethymus sidorenkoi Sundukov, 2010 – Südkorea
- Apethymus silaceus Koch, 1988 – China
- Apethymus ustus (Klug, 1818) – Deutschland, Österreich, Ungarn, Italien